# 지노시
지노시(일본어: 茅野市)는 일본 나가노현 난신 지방에 있는 시이다.
야쓰가타케산, 시라카바호, 다테시나고원, 구루마야마산 등 관광 자원을 많이 포함하는 스와 지방 유수의 시이다. 정밀업을 기반으로 하는 공업 도시이지만 파슬리, 셀러리 등 고원 야채 산지로도 유명하다. 전통 산업으로는 겨울의 추위와 건조한 기후를 이용해 만들어지는 한천이 있다. 야쓰가타케 산기슭 일대에서 택지화가 진행되어 오카야시, 스와시를 제치고 스와 지역에서 최대 인구를 가지는 자치체가 되었다. 일본의 시 중에서는 가장 고도가 높은 장소(801m)에 시청이 있다.

## 인접하는 자치체
- 나가노현
  - 스와시
  - 사쿠시
  - 이나시
  - 미나미사쿠군 고우미정, 미나미마키촌, 사쿠호정
  - 기타사쿠군 다테시나정
  - 지사가타군 나가와정
  - 스와군 후지미정, 하라촌

- 야마나시현
  - 호쿠토시

## 역사
- 1874년 10월 9일 - 요메이촌이 성립하였다.
- 1948년 - 요메이촌이 정으로 승격함과 동시에 지노정으로 개칭하였다.
- 1955년 2월 1일 - 정촌합병촉진법에 의해 지노정, 미야가와촌, 가나자와촌, 다마가와촌, 도요히라촌, 이즈미노촌, 기타야마촌, 고히가시촌, 요네자와촌이 합병해 스와군 지노정이 되었다.
- 1958년 8월 1일 - 스와군 지노정이 시로 승격해 지노시가 성립하였다.

## 교통

### 철도
- 동일본 여객철도 주오 본선
  - 지노역, 아오야기역

### 도로
- 주오 자동차도
- 국도 20호선
- 국도 152호선
- 국도 299호선

## 인구
| 연도 | 인구   | ±%     |
| ---- | ------ | ------ |
| 1940 | 32,326 | —      |
| 1950 | 38,260 | +18.4% |
| 1960 | 35,220 | −7.9%  |
| 1970 | 36,200 | +2.8%  |
| 1980 | 43,942 | +21.4% |
| 1990 | 50,064 | +13.9% |
| 2000 | 54,841 | +9.5%  |
| 2010 | 56,415 | +2.9%  |